# Schenkendöbern
Schenkendöbern (baix sòrab: Derbno) és un municipi alemany que pertany a l'estat de Brandenburg. Fou constituït el 2003 de la unió dels municipis Atterwasch, Bärenklau, Gastrose-Kerkwitz, Grabko, Lutzketal i Pinnow-Heideland.

## Divisió administrativa
- Viles: Atterwasch (Wótšowaš), Bärenklau (Barklawa), Grabko (Grabk), Grano (Granow), Groß Drewitz, Groß Gastrose (Gósćeraz), Kerkwitz (Kerkojce), Krayne (Krajna), Lauschütz (Łužyca), Lübbinchen (Lubink), Pinnow (Pynow), Reicherskreuz (Rychartojce), Schenkendöbern (Derbno), Sembten (Semtyń), Staakow (Stoki) und Taubendorf (Dubojce).

- Zones residencials: Wilschwitz (Wolšnica; zum Ortsteil Schenkendöbern), Klein Gastrose (Mały Gósćeraz), Albertinenaue